# Mohammed Diallo
Mohammed Diallo "Dialito" (22 mei 1983) is een Ivoriaans voetballer, spelend bij het Zwitserse FC Chiasso. Hij speelde eerder bij Beveren en FC Sion. Zijn positie is middenvelder.